# Município de Reynoldsburg City
O município de Reynoldsburg City (em inglês: Reynoldsburg City Township) é um município localizado no condado de Licking no estado estadounidense de Ohio. No ano de 2010 tinha uma população de 764 habitantes e uma densidade populacional de 637,11 pessoas por km².

## Geografia
O município de Reynoldsburg City encontra-se localizado nas coordenadas 39° 58′ 57″ N, 82° 45′ 56″ O. Segundo a Departamento do Censo dos Estados Unidos, o município tem uma superfície total de 1.2 km², da qual 1,19 km² correspondem a terra firme e (0,43 %) 0,01 km² é água.

## Demografia
Segundo o censo de 2010, tinha 764 pessoas residindo no município de Reynoldsburg City. A densidade populacional era de 637,11 hab./km². Dos 764 habitantes, o município de Reynoldsburg City estava composto pelo 68,19 % brancos, o 26,05 % eram afroamericanos, o 0,39 % eram asiáticos, o 1,05 % eram de outras raças e o 4,32 % eram de uma mistura de raças. Do total da população o 3,27 % eram hispanos ou latinos de qualquer raça.